# Prellspringen

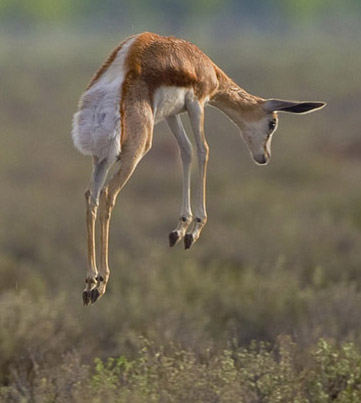
Springbock im Prellsprung

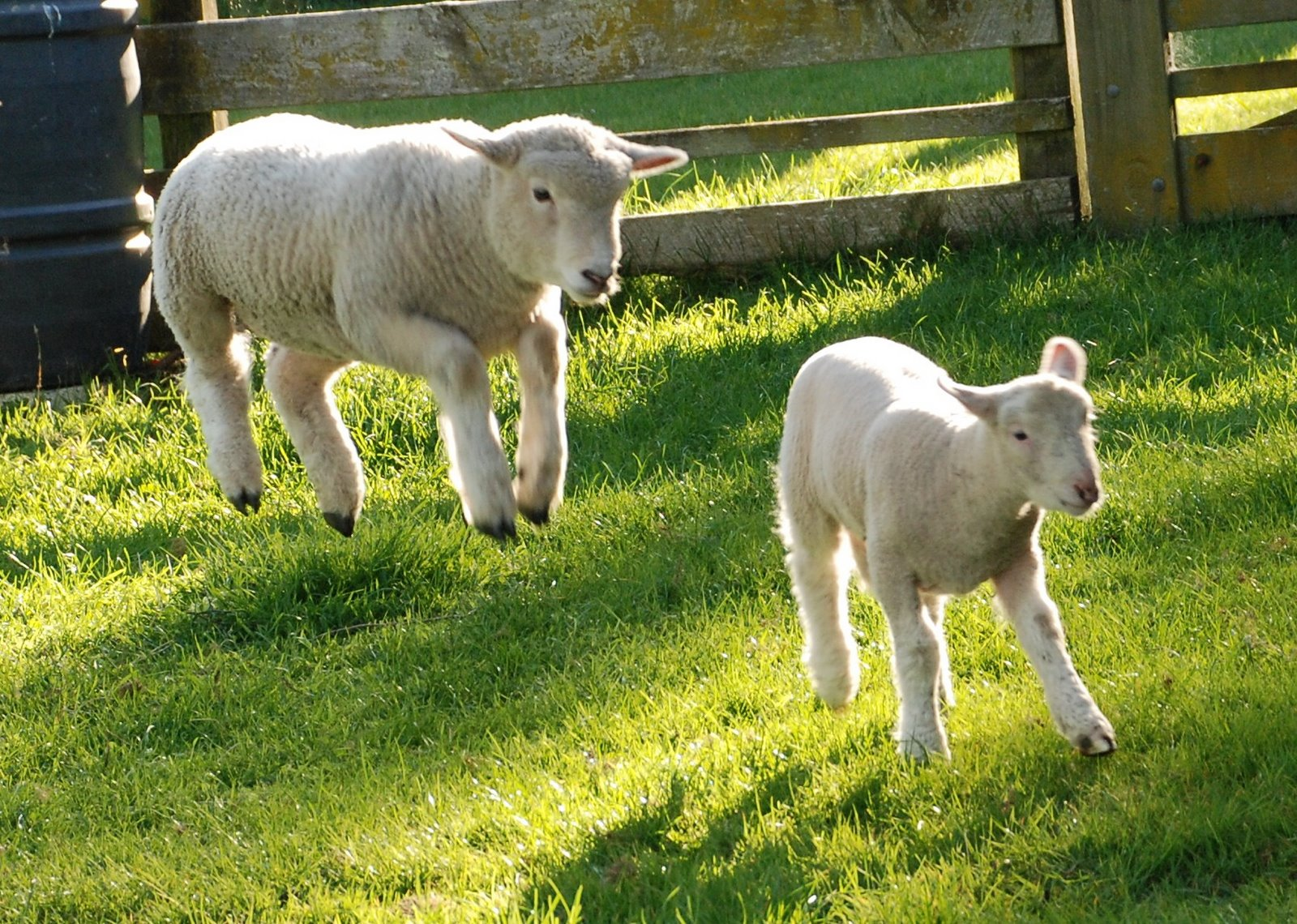
Lamm (links) im Prellsprung

Als Prellspringen bezeichnet man eine spezifische Laufbewegung, die vor allem für einige Antilopenarten charakteristisch ist. Dabei katapultieren sich die Tiere mit steifen Läufen in die Luft. Zu den Arten mit besonders auffälligen Prellsprüngen zählen die Vertreter der Impalas sowie der nach diesem Verhalten benannten Springböcke, die dabei teils über 3 Meter hoch springen können. 

## Beschreibung
Antilopenarten, die über diese Laufbewegung verfügen, zeigen sie in der Regel, wenn Hetzjäger wie Hyänen und Wildhunde in ihrer Nähe auftauchen. Gegenüber Löwen und Geparden wird diese Laufbewegung dagegen seltener gezeigt. Hetzjäger reagieren auf eine Herde von Antilopen, die in Prellsprüngen auseinanderstiebt, meist irritiert. Afrikanische Wildhunde scheinen nach aktuellen Erkenntnissen prellspringende Antilopen nicht zu jagen. Mit dem Prellsprung signalisieren Antilopen möglicherweise dem Hetzjäger, dass sie vital sind und keine leichte Beute (Handicap-Prinzip). Eine andere Erklärungsmöglichkeit ist, dass Fluchttiere zeigen möchten, dass sie einen sich anschleichenden Jäger bemerkt haben.
Neben Antilopen zeigen auch andere Säugetiere diese Fortbewegungsweise. Katzenartige – von der Hauskatze bis zum Löwen – springen steifbeinig in die Luft, wenn sie erschrecken. Auch bei Pferden sind solche Sprünge gelegentlich zu beobachten.